# Muriculus imberbis
Muriculus imberbis је врста глодара из породице мишева (лат. Muridae).

## Распрострањење
Етиопија је једино познато природно станиште врсте.

## Станиште
Врста Muriculus imberbis има станиште на копну.
Врста је по висини распрострањена до 3.400 метара надморске висине.

## Угроженост
Ова врста није угрожена, и наведена је као последња брига јер има широко распрострањење.

### Популациони тренд
Популација ове врсте се смањује, судећи по расположивим подацима.